# تجارب حيوانية على اللافقاريات

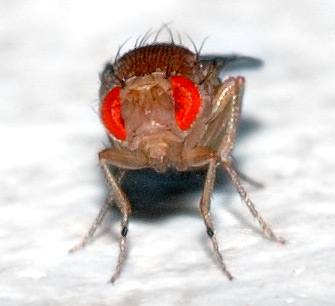
غالباً ما تستخدم ذبابة الفاكهة السوداء البطن في التجارب الحيوانية

تحتوي معظم التجارب الحيوانية على اللافقاريات ، خصوصاً ذبابة الفاكهة السوداء البطن وهي ذبابة فاكهة، والربداء الرشيقة وهي من الديدان الأسطوانية. تقدم هذه الحيوانات للعلماء مميزات عديدة تفوقت بها على الفقاريات من بينها دورة حياتها القصيرة وسهولة تشريحها وسهولة دراسة أعداد كبيرة منها. غالباً ما تكون دراسة اللافقاريات مثمرة مادياً، حيث يمكن إيواء الآلاف من الذباب أو الديدان الأسطوانية في غرفة واحدة.
باستثناء بعض الرأسقدميات لا تندرج فصيلة اللافقاريات تحت حماية معظم قوانين الأبحاث الحيوانية، وبالتالي فإن عدد جميع اللافقاريات المستخدمة في التجارب يظل مجهولاً.

## الاستخدامات الرئيسية
الأبحاث في اللافقاريات هو أساس الفهم الحالي لعلم الوراثة لتنمية الحيوان. ربداء رشيقة قيمة بشكل خاص لأن النسب الدقيق لجميع خلايا الجسم الجسدية البالغ عددها 959 معروف، مما يعطي صورة كاملة عن كيفية انتقال هذا الكائن من خلية واحدة في بويضة مخصبة إلى حيوان بالغ. وقد تم أيضًا معرفة تسلسل جينوم هذا الديدان الخيطية بشكل كامل ويمكن تعطيل أي واحد من هذه الجينات بسهولة من خلال تدخل الحمض النووي الريبي، عن طريق إطعام الديدان مضاد الحمض النووي الريبي. كان النجاح الرئيسي في العمل على ربداء رشيقة هو اكتشاف أن خلايا معينة مبرمجة للموت أثناء التطور، مما أدى إلى اكتشاف أن موت الخلايا المبرمج هو عملية نشطة تحت السيطرة الجينية. يسمح الجهاز العصبي البسيط لهذا الديدان الخيطية بدراسة آثار علم الوراثة على تطور الأعصاب بالتفصيل. ومع ذلك، فإن عدم وجود جهاز مناعة تكيفي وبساطة أعضائه يمنع استخدام ربداء رشيقة في الأبحاث الطبية مثل تطوير اللقاح.
ذبابة الفاكهة السوداء البطن هو الحيوان الأكثر استخدامًا على نطاق واسع في الدراسات الجينية. ويأتي هذا من بساطة التكاثر وإسكان الذباب، مما يسمح باستخدام أعداد كبيرة في التجارب. علم الأحياء الجزيئي بسيط نسبيًا في هذه الكائنات الحية وقد تم تطوير مجموعة كبيرة ومتنوعة من الذباب المتحول والمعدل وراثيًا. لقد كانت وراثة الذباب حيوية في دراسة التطور ودورة الخلية والسلوك وعلم الأعصاب. يسمح التشابه في الكيمياء الحيوية الأساسية لجميع الحيوانات باستخدام الذباب كنظم بسيطة للتحقيق في علم الوراثة لحالات مثل أمراض القلب وأمراض التنكس العصبي. ومع ذلك، مثل الديدان الخيطية، لا يتم استخدام ذبابة الفاكهة على نطاق واسع في البحوث الطبية التطبيقية، حيث يختلف نظام المناعة في الذباب بشكل كبير عن ذلك الموجود في البشر، والأمراض في الذباب يمكن أن تكون مختلفة تمامًا عن الأمراض التي تصيب البشر.

## اقرأ أيضاً
- التجارب على الحيوان
- نموذج حي